# Fiat APR.2
Il Fiat APR.2 fu un aereo da trasporto passeggeri bimotore ad ala bassa sviluppato dall'azienda aeronautica italiana Fiat Aviazione negli anni trenta e rimasto allo stadio di prototipo.

## Storia del progetto
Il progetto nasce dall'esigenza di dotare la compagnia aerea Avio Linee Italiane (ALI), di proprietà del gruppo FIAT, di un nuovo modello.
Costruito nel 1935, l'APR.2 possedeva un'impostazione moderna, monoplano ad ala bassa a sbalzo dotato di un convenzionale carrello d'atterraggio biciclo, con gli elementi principali retrattili dentro le gondole dei motori, integrato da un ruotino posizionato sotto la coda. Nello scompartimento riservato ai passeggeri si trovavano 12 posti a sedere e, all'inizio del suo utilizzo, operato dalla compagnia Ala Littoria sulla rotta Milano-Torino-Parigi risultava essere il più veloce aereo di linea al mondo. Ciò nonostante venne realizzato in un solo esemplare, tuttavia l'esperienza acquisita nella sua realizzazione verrà riutilizzata per lo sviluppo del bombardiere B.R.20.

## Utilizzatori
Italia
- Ala Littoria
- Avio Linee Italiane (ALI)

### Pubblicazioni
- Commercial Aviation, in Flight, 15 aprile 1937,  p. 377. URL consultato il 5 settembre 2013.